# Blodshämnd
Blodshämnd, eller vendetta, är en vedergällning som släktingar till en dräpt person egenmäktigt utövar genom att döda gärningsmannen eller någon i gärningsmannens släkt. Det har funnits tider då hämnden, liksom många andra slag av egenmäktigt förfarande, räknades som ett fullgott sätt att förverkliga rätten. Blodshämnden förekom historiskt hos de nordiska och germanska folken. Den påträffas även hos greker och romare samt generellt, i tidiga kulturstadier, hos nästan alla folkslag. På Korsika och i Italien kallas blodshämnd för vendetta, och ännu idag förekommer den i olika delar av världen, bland annat i delar av Albanien.

## Historia

### Norden
När en rättskränkning ägt rum, kunde den kränkte enligt den äldsta nordiska rätten söka sig rätt hos den samlade menigheten – om rätten var tvivelaktig eller den egna styrkan för svag, var det rådligast att anlita denna utväg. Man kunde också på egen hand och under eget ansvar utkräva vad man ansåg som sin obestridliga rätt – om så behövdes genom våld. Därför ägde man också rätt att själv skaffa sig upprättelse för lidna oförrätter genom att hämnas. Blodshämnden var en särskild art av denna lagliga hämnd. Den hade sin rot i det starka släktmedvetande, som utmärkte nordbornas rättstänkande.
Blodshämnden tillkom i första hand den dräptes närmaste släkting, men släktingen kunde räkna med hjälp av den dräptes övriga släktingar, om så krävdes. Blodshämnden var hela släktens sak, och blodskulden vilade inte på banemannen ensam, utan även på hans släkt. Kunde man inte komma åt banemannen, gick hämnden ut över någon annan i släkten. Om det kom till försoning genom böter, skulle dråparens släkt erlägga sådana till den dräptes släkt. 
Blodshämnden var inte bara en rätt, den var också en plikt, som ingen kunde svika utan att vanära sig. Men det fanns fall då det ansågs ädlare att avstå från blodig hämnd och låta blodskulden försonas på annat sätt. Försonligheten gav ingen skam om den inte berodde på feghet.

#### Social acceptans
Det är ovisst om en blodig hämnd på en dråparens släkting, någonsin helt godkändes av det allmänna rättsmedvetandet. Redan tidigt stämplar lagarna det som ett grovt brott "att hämnas å annan än den, som gjorde gärningen". Redan de äldsta nordiska lagarna bemödade sig om att inskränka blodshämnden. Därför stadgades, att dråparen med sina närmaste släktingar skulle fly till skogs och därifrån erbjuda försoningsböter. Blodshämnaren förklarades emellertid vara "oskämder man", om han tog böterna redan första gången de erbjöds. Dråparen ägde också enligt lagarna "frid" att infinna sig på tinget för att förhandla saken med målsäganden, och om det inte gick att göra upp i godo, utan dråparen dömdes under hämnden, erhöll han dock i många fall tid att fly undan och därigenom tillfälle att öppna nya fridsunderhandlingar. 
Om blodshämnd förelåg, erbjöd kyrkan fristäder inom kyrko- och klostermurarna, och underhandlingar om förlikning kunde därifrån inledas. På dessa sätt sökte man främja en fredlig uppgörelse, men hämndens rättmätighet var inte därmed förnekad. I vissa lindrigare fall kunde förövaren, redan enligt de äldsta lagarna, erbjuda böter och därmed göra hämnden olaglig. Dessutom förekommer tidigt den viktiga satsen, att man inte hade rätt att hämnas förrän man på tinget bevisat sin rätt, och att rättssamfundet förklarat hämnden behörig och rättvis. Av ålder hade också gällt, att den som på eget ansvar utövat blodig hämnd, efteråt skulle rättfärdiga densamma inför tinget. Enligt vissa lagar skulle det därför gå till på så vis, att blodshämnaren stämde den döde för att få tingets dom på, att denne fallit ogill på sin gärning.
I den mån ett mer ordnat samhällsskick utvecklades, inskränktes blodshämnden inom allt trängre gränser. Slutligen kom den tid, då den offentliga makten helt och hållet övertog den straffande verksamheten. Blodshämnden blev, liksom all annan självtäkt, en otillåten gärning. Av rätten att kräva hämnd för en frändes dråp återstod då endast en rätt att lagligen beivra gärningen.